# Guerra dei maiali (1906-1908)
La Guerra dei maiali (in serbo Свињски рат?, Svinjski rat) o Guerra doganale (in serbo Царински рат?, Carinski rat) fu una guerra commerciale tra l'Impero austro-ungarico e il Regno di Serbia nel 1906-1908 in cui gli Asburgo imposero senza successo un blocco doganale sul maiale serbo.

## Contesto
All'inizio del XX secolo, la Serbia era economicamente uno Stato satellite degli Asburgo e la sua principale esportazione era la carne di maiale, la maggior parte della quale era acquistata dall'Impero austro-ungarico. Quando la Serbia iniziò a cercare di eludere il controllo economico e politico degli Asburgo e a costruire legami con altri paesi, in particolare Bulgaria e Francia, il governo ungherese decise di punire i serbi con sanzioni economiche. In particolare, nel tentativo di ridurre la sua dipendenza economica dall'Impero austro-ungarico, la Serbia iniziò nel 1904 a importare munizioni francesi anziché austriache e stabilì un'unione doganale con la Bulgaria nel 1905, ponendo fine alla vendita di merci austriache soggette a dazi in Serbia.

## Storia
Abituata da tempo a stabilire la politica economica, l'Austria rispose nell'aprile 1906 chiudendo i suoi confini al maiale serbo. La Serbia, rifiutandosi di inchinarsi a Vienna, ottenne investimenti francesi per costruire nuovi impianti di imballaggio per il commercio internazionale, iniziò a ordinare materiali dalla Germania rivale dell'Austria e fece pressioni sulle province austriache della Bosnia ed Erzegovina per uno sbocco commerciale sul mare Adriatico. Ciò causò la rinuncia dell'Austria nel marzo 1908, come mostrano le statistiche commerciali del periodo in questione, pubblicate nell'edizione del 1911 dell'Encyclopædia Britannica:
|                                                              | 1904  | 1905  | 1906  | 1907  | 1908  |
| Esportazioni (migliaia di GBP):                              | 2,486 | 2.879 | 2.864 | 3.259 | 3.019 |
| Importazioni (migliaia di GBP):                              | 2,437 | 2.224 | 1.773 | 2.823 | 3.025 |
| Bilancia commerciale (migliaia di GBP):                      | 49    | 655   | 1.091 | 436   | -6    |
| Esportazioni/Importazioni (%): Arrotondato alla % più vicina | 102   | 129   | 162   | 115   | 100   |

La Russia sostenne le azioni della Serbia e una guerra tra Austria-Ungheria e Russia venne evitata solo a causa di un ultimatum tedesco nel 1909 che richiedeva la fine degli aiuti russi alla Serbia.